# Шумска жаба
Шумска жаба (лат. Rana dalmatina) је врста жабе из породице правих жаба (жаба у ужем смислу).
Ова врста има витак изглед, удови су дугачки, а њушка је шпицаста. Због дугих ногу ова врста може да скаче даље сличних врста жаба (до 2 метра у дужину). Мужјаци су обично дугачки до 6,5 сантиметара, док женке могу да порасту до 8. Боја леђа ове жабе је светло браон, црвенкаста браон, или сивкаста браон боја без видљивих контраста. На слепоочницама су присутни тамнобраон троуглови. Шумске жабе су беле по стомаку. 

## Распрострањеност и станиште
Шумска жаба најрадије живи у мешовитим шумама, где има много светла и воде. У одређеним ситуацијама подноси и мањак воде.  
Ова жаба је распрострањена у Француској, јужној Немачкој, Чешкој, Аустрији, Мађарској и на Балкану.